# Alchemilla asteroantha
Alchemilla asteroantha é uma espécie de rosácea do gênero Alchemilla, pertencente à família Rosaceae.